# الیسون پینو
الیسون پینو (فرانسوی: Allison Pineau‎؛ زادهٔ ۲ مهٔ ۱۹۸۹) بازیکن هندبال اهل فرانسه است.